# Maison natale de Malherbe
La maison connue sous le nom de maison natale de Malherbe est un édifice situé à Caen, dans le département français du Calvados, en Normandie. Reconstruite sur le lieu de la maison natale de François de Malherbe, elle date de la fin du XVIe siècle et est inscrite au titre des Monuments historiques.

## Localisation
Le monument est situé dans le centre-ville ancien de Caen, place Malherbe, à l'angle de la rue Vauquelin.

## Historique
François de Malherbe est né vers 1555 dans la maison familiale située sur la place Belle-Croix (actuelle place Malherbe), à l'angle des rues Saint-Étienne (actuelle rue Saint-Pierre) et de l'Odon (actuelle rue Vauquelin). La maison, celle que l'on connait aujourd'hui, est reconstruite en 1582.
Dans les années 1830 ou 1840, le propriétaire détruit les deux lucarnes qui ornaient le toit.
La façade sur la place Malherbe est inscrite au titre des monuments historiques depuis le 1er juin 1927.
À la fin du XXe siècle, la maison est en mauvais état. Les cheminées menaçant de tomber, elle fait l'objet en 1994 d'un arrêté de péril. 
Une campagne de restauration est alors lancée. Les enduits de la façade sont refaits en 1996. Dans une deuxième étape, les lucarnes sont recréées en 1998, grâce à des dessins et des blocs d'origine entreposés dans l'église Saint-Étienne-le-Vieux. Les éléments sculptés sont peints en 1999.

## Architecture
Sur la partie élevée des deux lucarnes, sont situés des cartouches :
- à gauche : FRANCISCVS MALHERBVS HASCE. ÆDES EXTRVI. CVRAVIT. 1582
- à droite : CIVITATIS ORNAMENTO LARIVMQVE. AVITORVM MEMORIÆ.

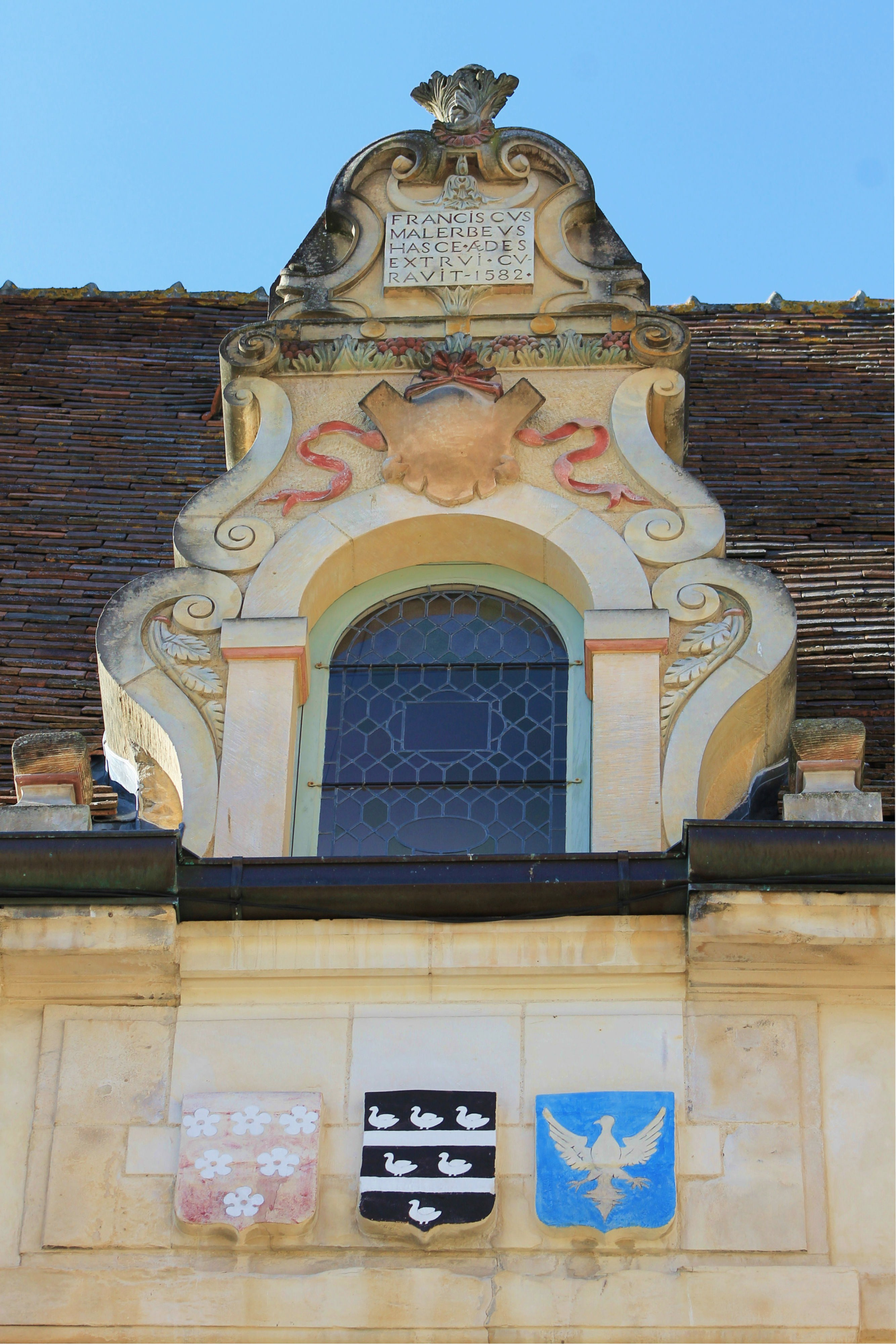
Lucarne gauche
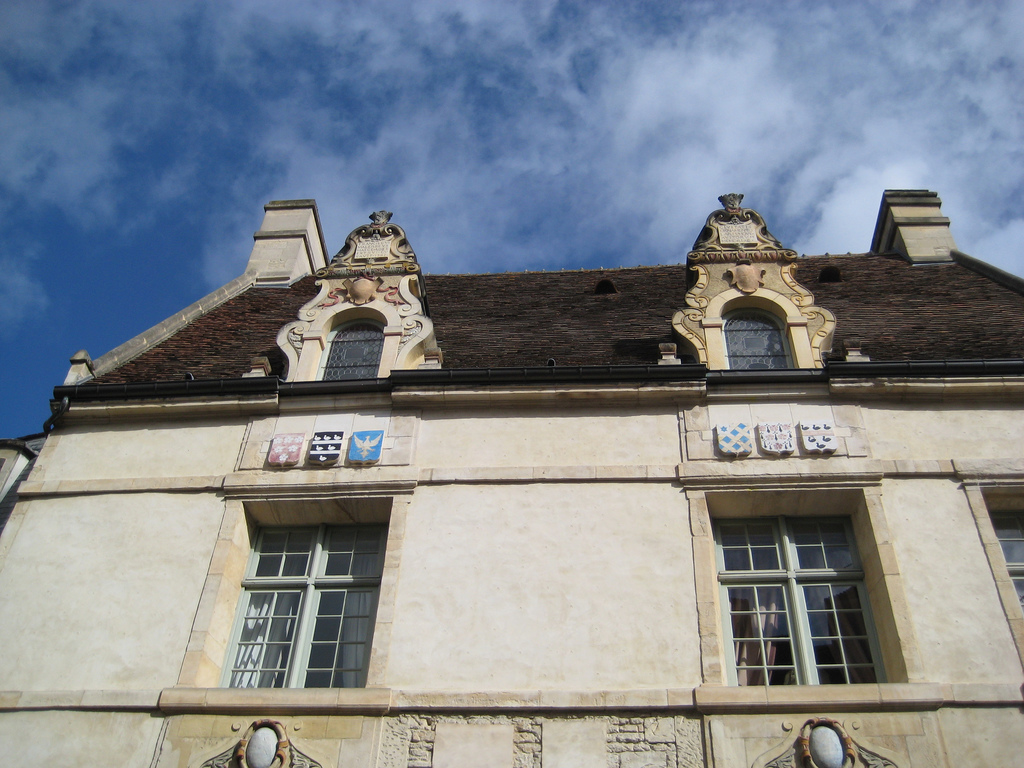
Les deux lucarnes
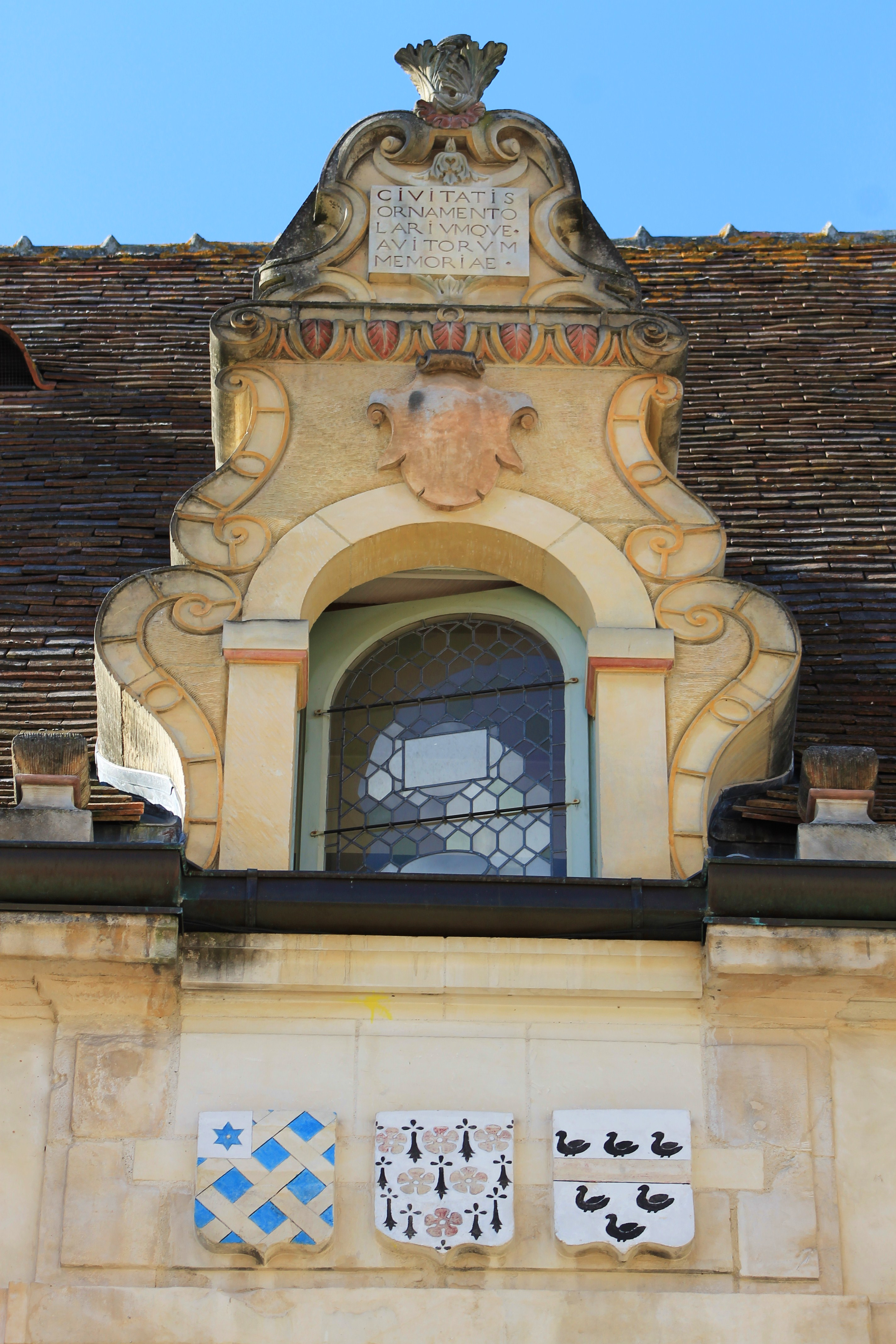
Lucarne droite